# Bogusław Litwiniec

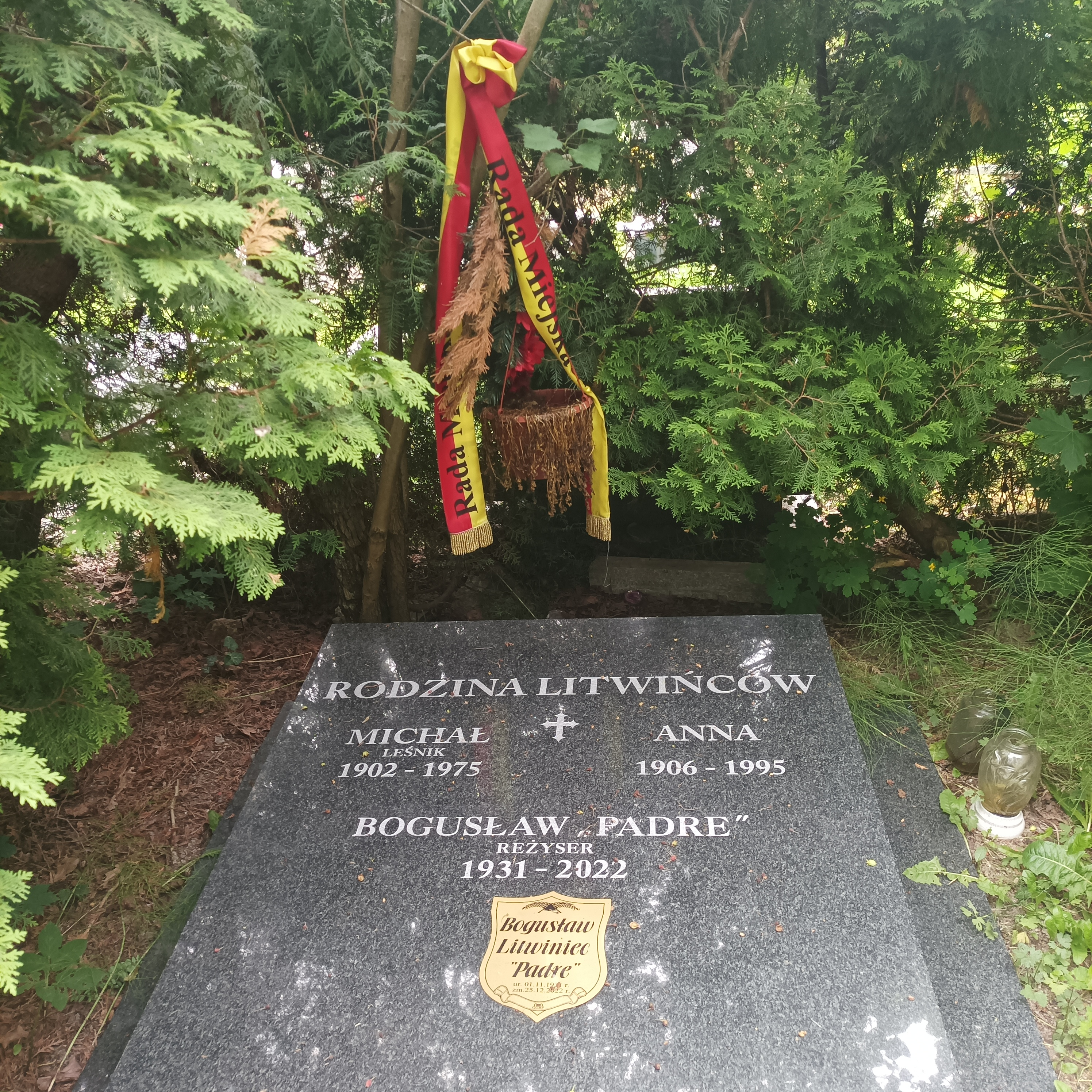
Grób Bogusława Litwińca na cmentarzu Grabiszyńskim

Bogusław Litwiniec (ur. 1 listopada 1931 w Ostrogu, zm. 25 grudnia 2022 we Wrocławiu) – polski reżyser teatralny, działacz kulturalny, polityk, senator IV i V kadencji, poseł do Parlamentu Europejskiego V kadencji.

## Życiorys
Jego ojciec pracował jako leśnik; po II wojnie światowej wraz z rodziną osiadł na Dolnym Śląsku. Bogusław Litwiniec ukończył szkołę średnią w Kłodzku, a w 1955 studia z fizyki teoretycznej na Uniwersytecie Warszawskim. Pracował następnie na Wydziale Fizyki Uniwersytetu Wrocławskiego jako asystent. Jednocześnie działał jako dramaturg i publicysta kulturalny (m.in. redagował wrocławski dwutygodnik studencki „Poglądy”); w 1957 założył i został kierownikiem, reżyserem, aktorem i autorem w studenckim Teatrze „Kalambur” we Wrocławiu. W 1966 ukończył studium z teatru i dramaturgii w Nancy.
W latach 1967–1993 organizował Międzynarodowy Festiwal Teatru Otwartego we Wrocławiu (do 1975 pod nazwą Festiwal Teatrów Studenckich). W 1975 ogłosił manifest 21 przekonań sztuki otwartej, stanowiący próbę syntezy ideałów kontrkultury. Był zaangażowany także w szereg innych inicjatyw kulturalnych, m.in. w latach 1979–1992 kierował Ośrodkiem Teatru Otwartego „Kalambur”, był dyrektorem artystycznym Festiwalu Polskiej Sztuki Współczesnej we Wrocławiu, współtworzył i redagował miesięcznik „Śmiech Europy”, należał do założycieli Stowarzyszenia Europejskich Więzi we Wrocławiu. Działał w Związku Artystów Scen Polskich.
Z zespołem Teatru „Kalambur” występował w różnych państwach europejskich, a także w Stanach Zjednoczonych i Kanadzie. Wśród widowisk wystawianych przez ten zespół znalazły się jego autorskie przedstawienia (Po ulicach miasta chodzi moja miłość z 1959, Amatorzy z 1968), a także przedstawienia reżyserowane na podstawie twórczości Aleksandra Błoka (Dwunastu z 1960), Witolda Wirpszy (Cieniom z 1961), Urszuli Kozioł (W rytmie słońca z 1970, Biała skrzynia z 1977, Król malowany z 1979), Wiesława Myśliwskiego (Kamień na kamieniu z 1984). Był także autorem licznych publikacji na tematy kulturalne, wybrane szkice ukazały się w zbiorze Teatr młody – teatr otwarty (1978).
Od 1953 był członkiem Polskiej Zjednoczonej Partii Robotniczej (od 1980 wchodził w skład zespołu do spraw teatru przy Komitecie Centralnym PZPR). Później związał się z Sojuszem Lewicy Demokratycznej. W latach 1994–2001 był radnym Wrocławia. W styczniu 2001 wygrał wybory uzupełniające do Senatu IV kadencji, rozpisane po wygaśnięciu mandatu Leona Kieresa. Pracował w Komisji Kultury i Środków Przekazu oraz Komisji Spraw Zagranicznych i Integracji Europejskiej. W wyborach z września 2001 uzyskał mandat na kolejną kadencję w nowo utworzonym okręgu wrocławskim. Od maja do lipca 2004 sprawował mandat posła do Parlamentu Europejskiego. W 2004 bez powodzenia kandydował do PE.
W 2005 dołączył do Polskiej Partii Socjalistycznej. Nie ubiegał się o reelekcję w wyborach parlamentarnych w tym samym roku.
Został pochowany na cmentarzu Grabiszyńskim.

## Życie prywatne
Syn Michała i Anny. Był żonaty z Haliną (nauczycielką i aktorką), miał syna Michała.

## Odznaczenia
Odznaczony Krzyżem Kawalerskim i Komandorskim (2000) Orderu Odrodzenia Polski.